# Leopard 2
Leopard 2 je německý hlavní bojový tank (MBT) třetí generace. Průběžně byl vyvíjený od 70. let 20. století do současnosti německou společností Krauss-Maffei Wegmann. První verze vstoupily do služby v roce 1979 a nahradily dřívější Leopard 1 jako hlavní bitevní tank západoněmecké armády. Německé ozbrojené síly provozují různé verze, stejně jako dalších 13 evropských zemí včetně Česka a několik mimoevropských států po celém světě, včetně Kanady, Chile, Indonésie a Singapuru. Některé státy vyráběly Leopard 2 v licenci s vlastním vývojem.
Leopard 2 má dvě hlavní vývojové tranše. První zahrnuje tanky vyrobené až do standardu Leopard 2A4 - ty jsou charakteristické svým vertikálně orientovaným pancéřováním věže. Druhá tranše, od verze Leopard 2A5 a výš, má šikmý, šípovitý pancíř s věžičkou, spolu s dalšími vylepšeními. Hlavní výzbrojí všech tanků Leopard 2 je hladký 120mm kanón od firmy Rheinmetall. Je provozován s digitálním systémem řízení palby, laserovým dálkoměrem a pokročilým nočním viděním a zaměřovacím zařízením. Tank pohání dieselový vidlicový dvanáctiválec s biturbem od MTU Friedrichshafen.
V 90. letech 20. století byl Leopard 2 používán německou armádou při mírových operacích v Kosovu. V roce 2000 nasadily nizozemské, dánské a kanadské síly své tanky Leopard 2 ve válce v Afghánistánu jako součást svého přispění k Mezinárodní bezpečnostní podpůrné síle. V roce 2010 turecké tanky Leopard 2 prošly operacemi v Sýrii. Ve 20. letech 21. století budou tanky Leopard 2 darovány několika zeměmi Ukrajině, která se brání v rusko-ukrajinské válce.

## Vývoj

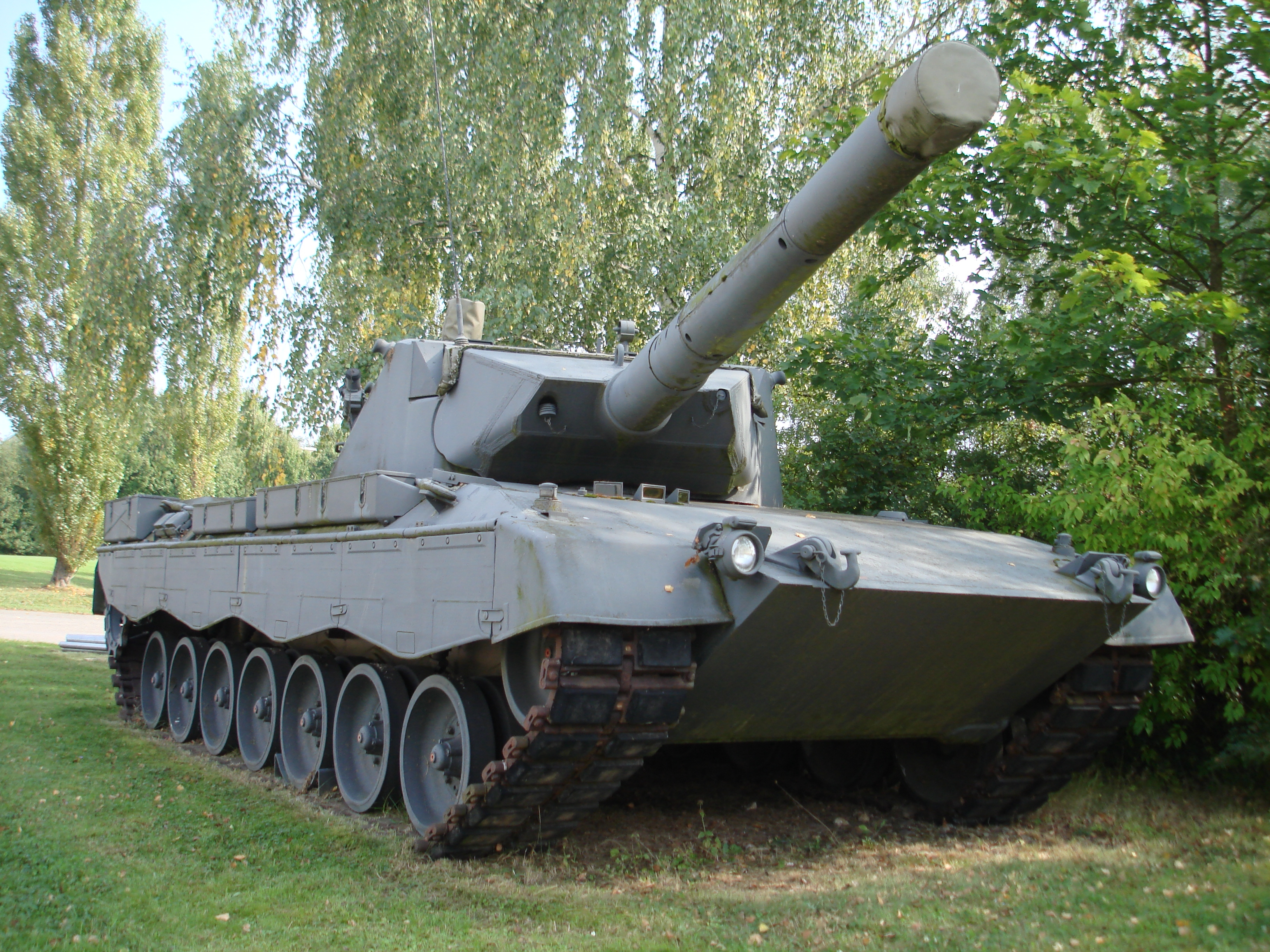
Leopard 2 PT15 se 105 mm hladkým kanonem

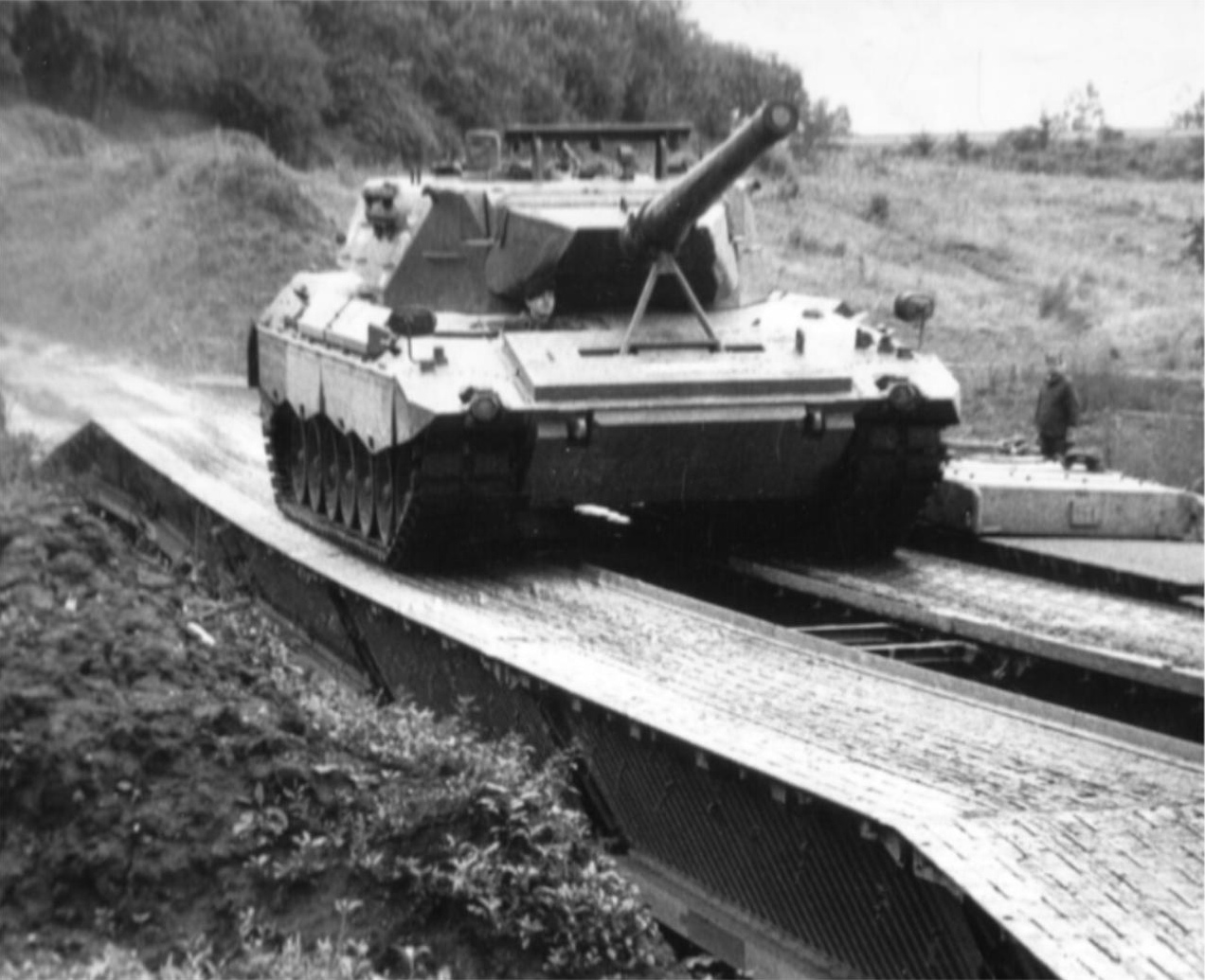
Prototyp Leopardu 2 (1983)

Vývoj tanku Leopard 2 začal hned poté, co byl v roce 1965 zaveden do služby Leopard 1. V té době se zpravodajské službě podařilo zjistit, že Sověti se brzy chystají spustit výrobu tanku T-64 vyzbrojeného 125 mm kanónem. Německá zbrojovka Krauss-Maffei (nyní Krauss-Maffei Wegmann) začala společně s americkým koncernem General Motors pracovat na projektu s názvem Kampfpanzer 70 (MBT-70), jehož cílem byl nový standard tanku pro armády NATO. Brzy se však objevily problémy, které pramenily z narůstajících rozdílů ve specifikaci. Projekt zároveň výrazně překročil plánované náklady a to až do takové míry (dosáhl 830 milionů marek), že se z něj západoněmecká vláda v roce 1969 stáhla. USA později tento projekt také zrušily a pokračovaly ve vývoji jednoduššího tanku, což vedlo nakonec ke vzniku stroje M1 Abrams.
Společnost Krauss-Maffei spustila v roce 1970 nový projekt s názvem Keiler (divočák), přičemž využila poznatků z projektu Kampfpanzer 70. První prototyp byl hotov již v roce 1972. Následovalo postupné zdokonalování. To do značné míry vycházelo ze zkušeností z Jomkipurské války, v níž se v roce 1973 setkaly americké tanky na izraelské straně a sovětské stroje v armádách Egypta a Sýrie. V letech 1972–1975 bylo vyrobeno celkem 17 prototypů osazených kanóny ráže 105 a 120 mm.
První tank Leopard 2 byl předán Bundeswehru na podzim 1979. Podle výrobce ve všech ohledech předčil Leopard 1 a v mnohém vyčníval i nad tehdejší konkurencí. Jako první tank na Západě měl 120 milimetrový kanón s hladkým vývrtem o délce hlavně 44 ráží a vybavený ejektorem. Oproti dělům s drážkovaným vývrtem, která byla v té době běžná, se granát při výstřelu z tohoto kanónu neuváděl do rotace, ale musel být stabilizován křidélky. Výhodou hladkého vývrtu je výrazně vyšší rychlost střely, delší dostřel a nižší opotřebení hlavně. Moderní verze Leopardu 2 tak mohou bojovat s cíli na vzdálenost několika tisíc metrů, přičemž maximální bitevní vzdálenost je pět kilometrů.
Nástupce první generace Leopardu dostal i nově vytvarovaný plátový pancíř. Zvýšila se pasivní ochrana posádky proti minám, granátům a protitankovým ručním zbraním. Tank byl také vybaven kombinovaným nočním viděním řidiče pro výhled dopředu i dozadu a novým řídicím a informačním systémem.
V roce 1977 získala společnost Krauss-Maffei Wegmann zakázku na výrobu prvních 1800 vozidel pro německý Bundeswehr.
Od roku 1979 bylo vyrobeno více než 3 480 tanků Leopard 2 všech verzí. Výroba probíhala v továrně společnosti Krauss-Maffei Wegmann v Mnichově a ve firmě Maschinenbau v Kielu. V licenci jej vyráběla také firma Federal Construction Works ve švýcarském Thunu.

## Služba

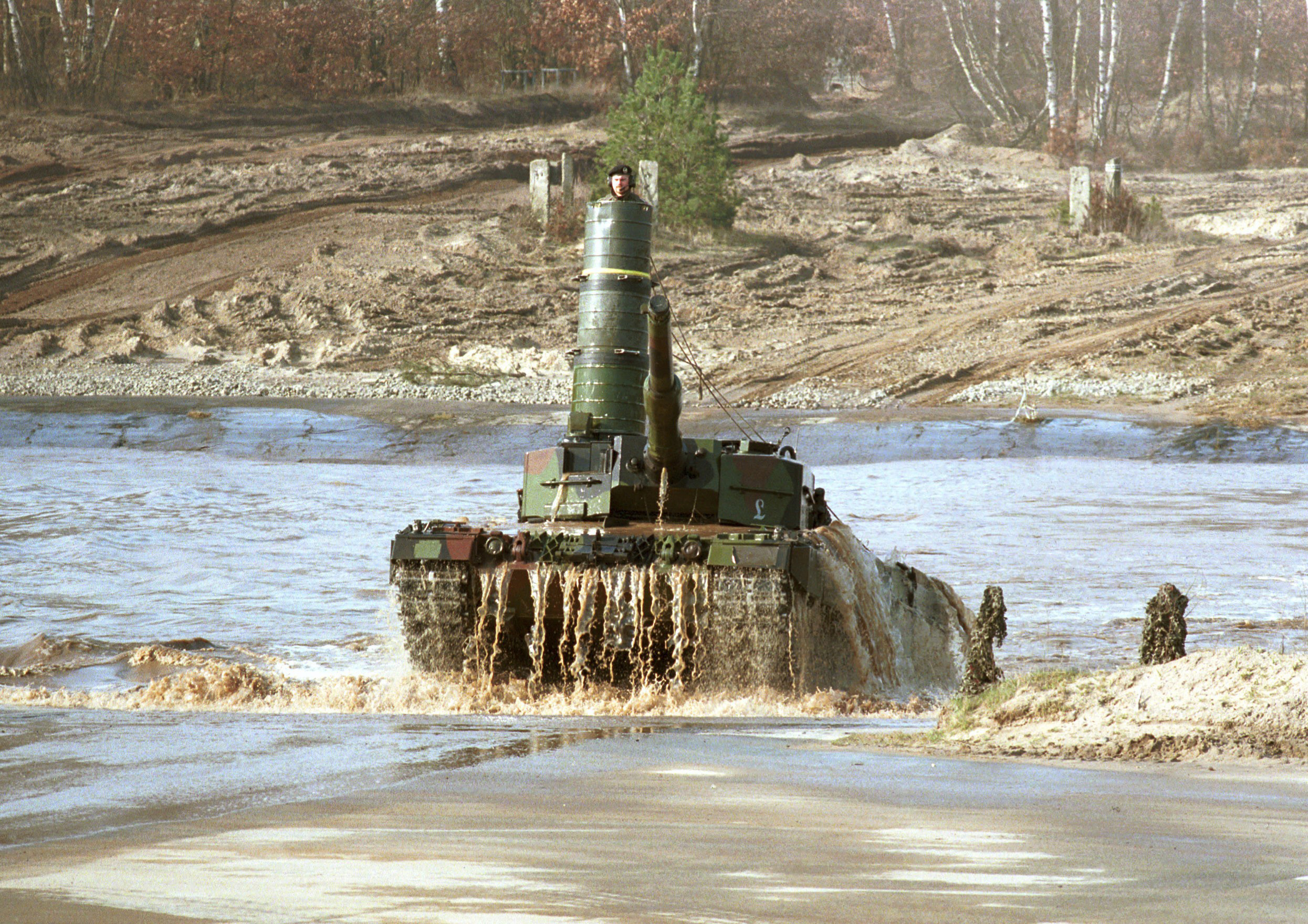
Leopard 2A4 při hlubokém brodění

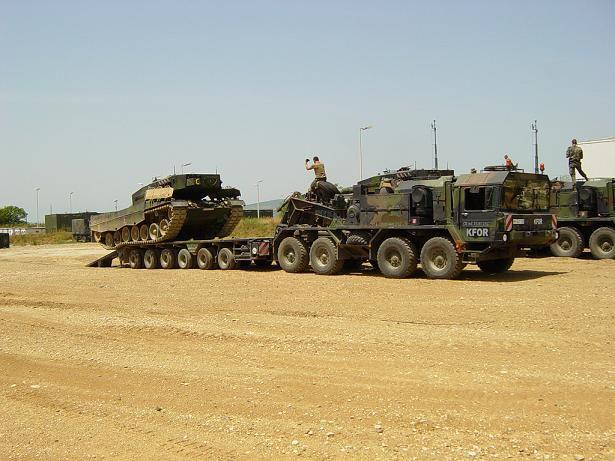
Německý Leopard 2A4 je vykládán z tankového transportéru SLT 50 Elefant v Kosovu, červenec 2002

Německé Leopardy 2A4 a 2A5 byly nasazeny v průběhu bojů v Kosovu v rámci mezinárodních jednotek KFOR. Německé, kanadské a dánské Leopardy 2A5 a 2A6 byly v letech 2003 až 2013 nasazeny v Afghánistánu, v rámci jednotek ISAF.

### Turecká intervence v Sýrii
Asi 43 tureckých tanků Leopard 2A4 (což odpovídá jedné obrněné brigádě) bylo nasazeno v Sýrii začátkem prosince 2016 během operace Štít Eufratu. Ve dnech 12. - 14. prosince ozbrojenci jedné z teroristických skupin zničili tři turecké tanky Leopard 2A4 pomocí protitankových raketových systémů.
Během bojů o město El-Bab se bojovníkům Islámského státu podařilo ukořistit turecké armádě dva tanky Leopard. Do konce prosince se objevila souhrnná tabulka ztrát, podle níž Turecko během bojů ztratilo deset tanků Leopard 2A4. Podle tabulky polovina všech ztrát připadla na nepřátelské protitankové systémy, které způsobily na tancích vážné škody. Další tank byl poškozen raketou nebo minometem. Dva tanky byly vyhozeny do vzduchu výbušným zařízením, další utrpěl poškození dna korby. Osud desátého tanku nebyl uveden, ale předpokládá se, že jej získali teroristé.
Během další turecké pozemní operace „Olivová ratolest“ proti vojenským formacím Kurdů v Sýrii byl jeden z tureckých tanků zničen střelou protitankového systému Fagot. K útoku na Leopard 2A4 došlo u obce Heftar u města Afrin, kam postupovaly turecké jednotky. Raketa zasáhla Leopard 2A4 v přední levé části trupu, právě v oblasti hlavního zásobníku munice tanku, což způsobilo detonaci munice. Turecká armáda potvrdila smrt šesti vojáků.

### Ukrajina
V průběhu ruského útoku započatého roku 2022 o možnost získání typu projevila zájem ukrajinská armáda, a příznivě se k ní vyslovila i část představitelů některých evropských zemí, ale němečtí představitelé prohlásili, že takový plán aktuálně nezvažují, ačkoliv v principu možnost dodání nevyloučili. 11. ledna 2023 polský prezident Andrzej Duda oznámil, že Polsko předá Ukrajině rotu tanků Leopard 2, v rámci mezinárodní koalice a po splnění potřebných formalit, včetně souhlasu Německa. 24. ledna německá ministryně zahraničí Annalena Baerbocková prohlásila, že Německo export nebude blokovat. O den později spolková vláda oficiálně oznámila, že Ukrajině daruje 14 tanků Leopard 2A6 a souhlasí i s dodávkami typu z dalších zemí. Dne 24. února Německo oznámilo rozšíření daru o další čtyři tanky. K Německu se připojilo Polsko se 14 (2A4), Švédsko s deseti, Norsko a Kanada s osmi, Španělsko s šesti a Portugalsko s Finskem se třemi tanky. K dodávce prvních čtyř tanků z Polska došlo dne 24. února 2023.
Dle nezávislého webu Oryx ztratila Ukrajina k červnu 2025 dle volně dostupné fotodokumentace nejméně 13 Leopardů 2A4, sedm Leopardů 2A6 a jeden Stridsvagn 122, dalších 12 verze 2A4, pět ve verzi 2A6 a osm Stridsvagnů 122 bylo poškozeno, dva tanky verze 2A4 a jeden verze 2A6 ukořistěny nepřítelem.

### Česko

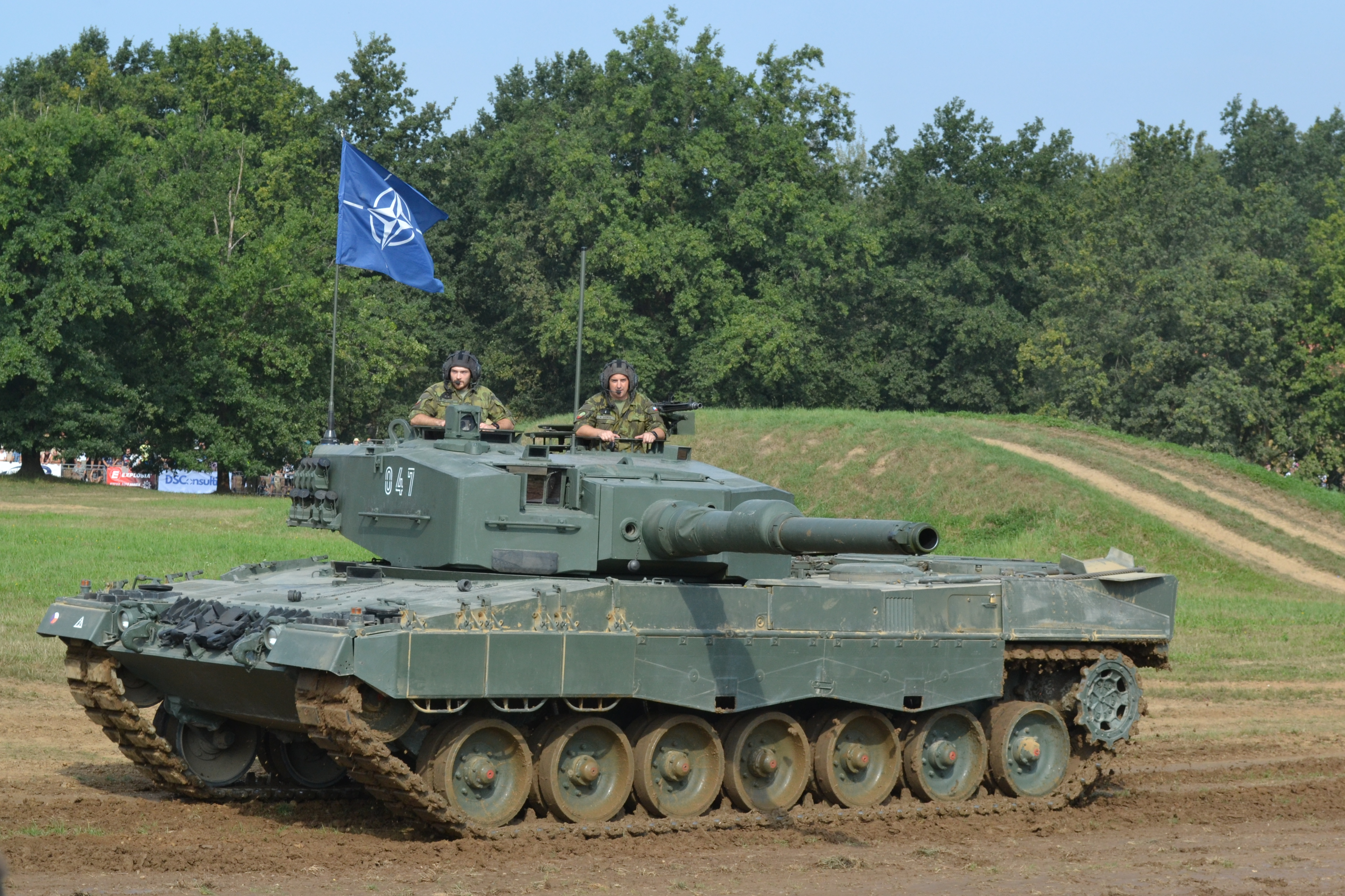
Leopard 2A4 české armády, 2024

Zástupci AČR navštívili v červenci 2016 španělskou vojenskou základnu u Zaragozy, kde se zajímali o uskladněné tanky Leopard 2A4, které chce Španělská armáda prodat. Později vyšlo najevo, že z nákupu zřejmě sejde, protože španělské Leopardy jsou ve špatném technickém stavu.
V roce 2022 došlo k zahájení jednání s Německem ohledně německé nabídky poskytnout státům, jež dodávají zbraně na Ukrajinu, kompenzaci za ně. Armádě České republiky bylo Německem darováno 14 starších Leopardů 2A4, z nichž první exemplář byl převzat ministryní obrany Černochovou 21. prosince 2022 v kasárnách tankového praporu v posádce Přáslavice. Poslední tank dorazil z Německa v listopadu 2023, v listopadu 2024 bylo dodáno i vyprošťovacího vozidlo Büffel, které je také součástí daru. Dar zahrnuje také počáteční balík náhradních dílů, munici a tříletou servisní podporu ze strany dodavatele, jež zahrnuje i výcvik českých vojáků. Druhá obdobná smlouva na dar dalších 14 tanků ve verzi 2A4 a jednoho vyprošťovacího vozidla Büffel byla uzavřena 31. července 2024. Dodávky by měly být realizovány do konce roku 2025. Následně byla 3. prosince 2024 uzavřena smlouva na nákup dalších 14 Leopardů 2A4 od společnosti Rheinmetall s předpokládaným dodáním do konce roku 2026, čímž by mělo dojít ke kompletnímu přezbrojení tankového praporu.
V roce 2023 schválila Vláda České republiky jednání o možnosti připojit se k nákupu tanků Leopard 2A8, který má v plánu Spolková republika Německo. Výhodami společného nákupu je krom snížení ceny také zkrácení dodávek a zajištění adekvátní logistické podpory. Dodání tanků je očekáváno zhruba do roku 2030, mělo by se jednat až o 77 kusů těchto tanků v různých verzích. V červnu 2024 vláda rozhodla o přistoupení k dohodě o společném pořízení tanků s dalšími evropskými zeměmi; za 77 tanků Leopard 2A8 by mělo Česko zaplatit 52 miliard korun. Po roce 2030 by měla mít česká armáda 122 tanků Leopard.

## Varianty

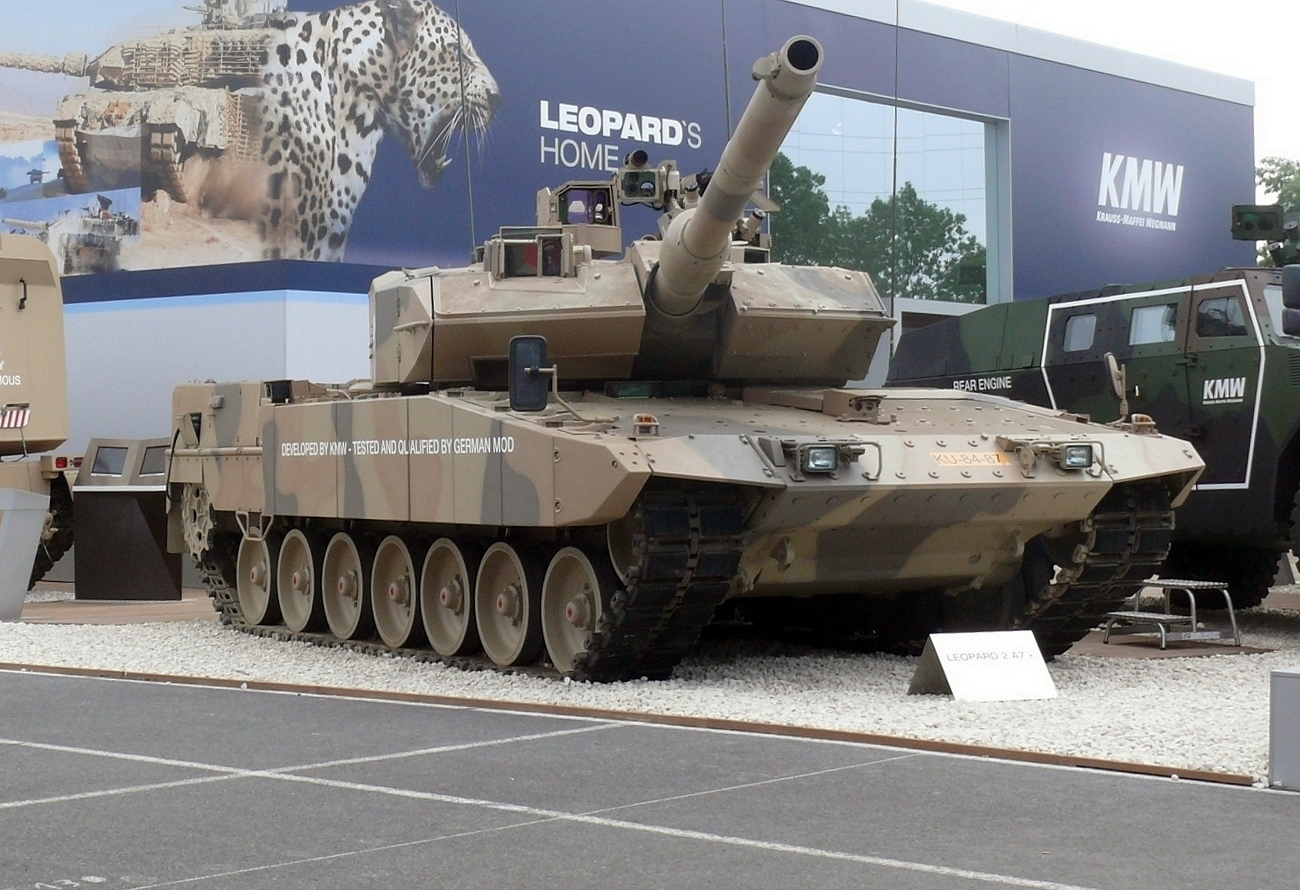
Leopard 2A7+ na výstavě Eurosatory 2010

Vývoj různých verzí tanku probíhal kontinuálně od roku 1979. Hlavní část dnes představují verze Leopard 2A4 s kolmo tvarovaným pancéřováním věže, verze 2A5 a verze 2A6. Poslední vyráběné verze (2A6, 2A7) mají šípovitě tvarovaný přídavný pancíř věže spolu s řadou dalších vylepšení. Všechny modely jsou vybaveny digitálním systémem řízení palby s laserovými dálkoměry, plně stabilizovanou hlavní zbraní a koaxiálním kulometem, a také pokročilým nočním viděním a pozorovacím zařízením. Tank má schopnost zasáhnout pohyblivé cíle při pohybu na nerovném terénu.
- Leopard 2 (nebo také 2A0) – základní verze, výroba 380 ks v letech 1979–1982
- 2A1 – termovizní přístroje, výroba 750 ks v letech 1982–1984
- 2A2 – modernizace série A0 v letech 1984–1987
- 2A3 – digitální radiové vybavení, výroba 300 ks v letech 1984–1985
- 2A4 – vylepšená věž, automatizovaný systém řízení palby, výroba 1075 ks vč. Pz-87 v letech 1985–1992
  - 2PL – modernizace verze 2A4 pro polskou armádou[31]
- 2A5 – přídavné šípovité pancéřování věže
- 2A6 – 120mm kanón Rheinmetall L55 (délka 55 ráží) s hladkým vývrtem hlavně
- 2A7 – představen v roce 2010, modulární pancíř, lepší jízdní vlastnosti
- 2A7+ – modulární pancíř, lepší jízdní vlastnosti, určený i pro boj v městském terénu
- 2A7V – modernizace tanků 2A4, 2A5, 2A6 a 2A7 pro Bundeswehr s dodávkami od roku 2020, vysokotlaký 120mm kanón Rheinmetall L55A1, programovatelná munice, přídavné pancéřování, modernizace elektronických systémů[32]
- 2A7EU – modernizace starších verzí na úroveň podobnou verzi 2A7V, tanky budou nabízené formou leasingu armádám států EU[33]
- 2A8 – systém aktivní ochrany (konkrétně izraelský Trophy), úprava motoru, systém sdružující údaje z různých typů senzorů, spolupráce s drony.[34]

Na podvozku Leopardu 2 byly vybudovány také další platformy, jako samohybná houfnice Panzerhaubitze 2000, mostní tank Leguan, obrněné vyprošťovací vozidlo BPz 3 Büffel a Wisent 2 nebo ženijní tank AEV3 Kodiak.

## Uživatelé

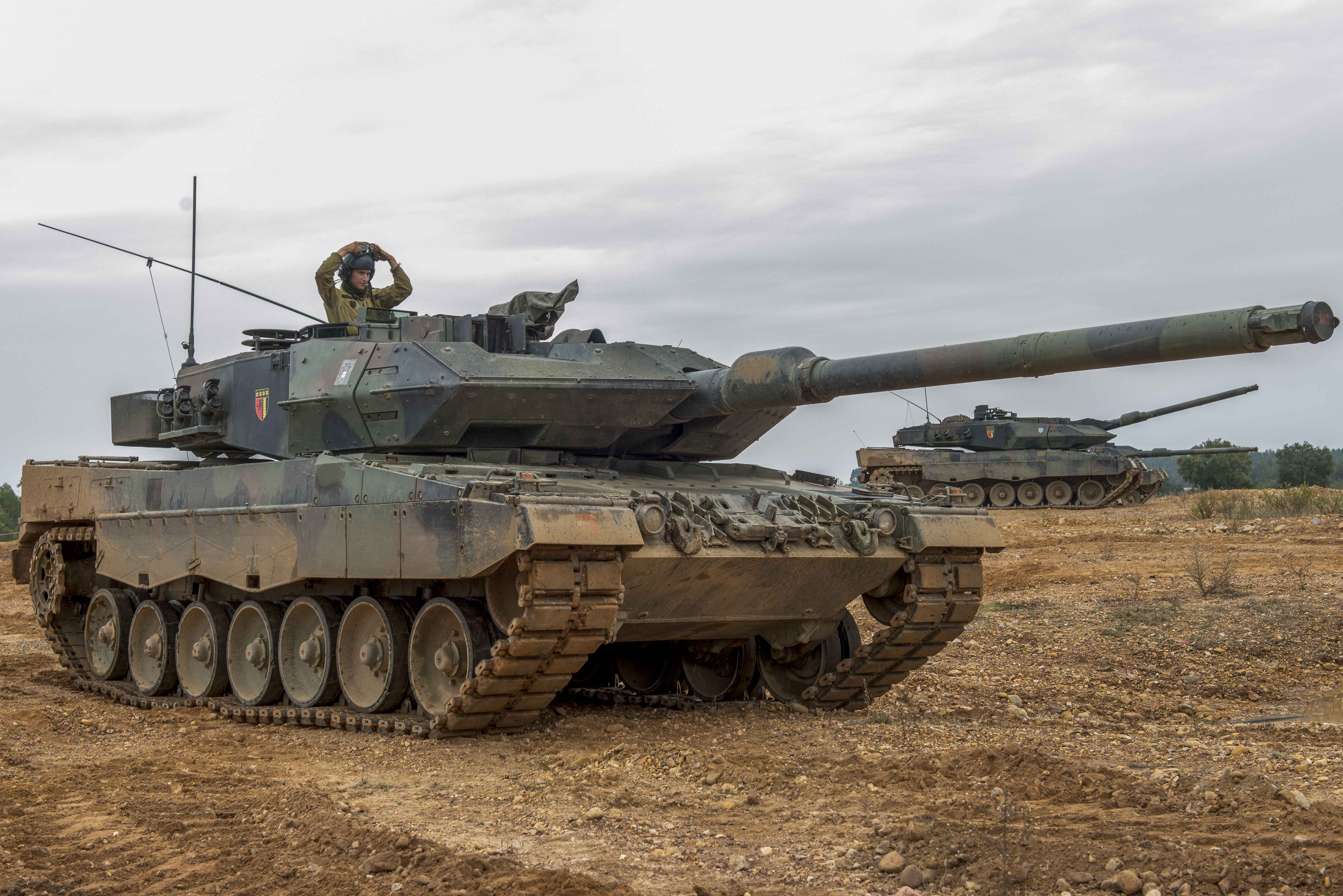
Portugalské Leopardy 2A6

V roce 2022 byl Leopard 2 ve výzbroji armád následujících států:
| - Česko - 14 ks 2A4 + dalších 28 2A4 s dodáním do konce roku 2026. V blízké budoucnosti také chce ČR pořídit 77 tanků Leopard 2A8 - Dánsko – 57 ks verze 2A5DK, 6 ks verze 2A4 - Finsko – 139 ks verze 2A4 - Chile – 132 ks 2A4 - Indonésie – 103 ks verze 2A4 - Kanada – 80 ks verze 2A4, 20 ks verze 2A6 - Katar– 62 ks verze 2A7+ - Maďarsko - 12 ks 2A4 a 44 ks 2A7+, ve verzi 2A7HU - Německo – 250 ks verzí 2A4, 2A6, 2A7 (další uskladněny) - Norsko – 52 ks verze 2A4 NO odkoupených od Nizozemska roku 2001, v únoru 2023 objednáno 54 kusů verze 2A8 - Nizozemsko – Původně vlastnilo tanky verze 2A6, které byly v roce 2014 odprodány Finsku. V roce 2015 si Nizozemsko pronajalo 18 tanků verze 2A6 od Německa na provoz jedné ze čtyř rot smíšeného německo-nizozemského 414. tankového praporu. V květnu 2025 oznámilo nákup 46 tanků verze 2A8, které mají být dodávány od roku 2028. | - Polsko – 142 ks verze 2A4, 105 ks verze 2A5 - Portugalsko – 37 ks verze 2A6 - Rakousko – 114 tanků verze 2A4 - Řecko – 183 ks verze 2A4, 170 ks verze 2A6 HEL - Singapur – 182 ks verze 2A4 - Slovensko - Německo přislíbilo dodat 15 tanků ve verzi 2A4 - Španělsko – 108 ks verze 2A4, 219 ks verze 2A6+ - Švédsko – 120 ks verze 2A5 (Strv 122) - Švýcarsko – 134 ks verze 2A4 (Pz 87) - Turecko – 354 ks verze 2A4 - Ukrajina – celkem přislíbeno 60 kusů darem, první 4 kusy dodány 24. února 2023 |

### Potenciální uživatelé
- Itálie - Italská armáda plánuje postupně nahradit tanky C1 Ariete novým typem, pravděpodobně německým Leopardem 2A7 v počtu až 250 kusů.[38]
- Litva - podle slov šéfa litevských ozbrojených sil, generálporučíka Valdemarase Rupšyse, plánuje Litva nákup tanků, přičemž nejpravděpodobnějším kandidátem je právě Leopard 2.[31]
- Tunisko - v lednu 2022 zahájilo Tunisko rozhovory s Německem o možném nákupu tanků Leopard 2A5. Ve výzbroji tuniské armády by zřejmě nahradily americké stroje z 60. let M60 Patton.[39]

## Plánované modernizace
Společnost Rheinmetall připravuje na rok 2018 výraznou modernizaci stávajícího kanónu ráže 120 mm (L55). Bude se jednat o vysokotlakou verzi s typovým označením L55A1 u níž bude možné použít výkonnější munici. Jednou ze zvažovaných modernizací je náhrada kanónu ráže 120 mm o délce 55 ráží novým podstatně výkonnějším kanónem ráže 130 mm o délce 51 ráží. Technologický demonstrátor tohoto kanónu s celkovou délkou 6630 mm a hmotností 3300 kg představila firma Rheinmetall na výstavě Eurosatory 2016.

## Náhrada novým typem
V květnu 2015 oznámilo německé ministerstvo obrany plány na vývoj nástupce řady tanků Leopard 2. Tank s pracovním názvem Leopard 3 je od července 2015 vyvíjen ve spolupráci s Francií v rámci projektu KANT do něhož se zapojila nová joint venture KNDS (spojení německé KraussMaffei Technologies GmbH a francouzského Nexter Systems v poměru 50:50). Nový typ tanku by měl vstoupit do služby mezi lety 2025 a 2030.
Na Eurosatory v červnu 2022 firma Rheinmetall představila prototyp vozidla Panther KF51.